# Flarkens IK
Flarkens IK är en fotbollsförening från Flarken i Robertsfors kommun i Västerbottens län, bildad 1922. Flarken upplevde en storhetstid på 1970-talet då laget tillhörde Norrlands allra förnämsta föreningar med spel i gamla division III (motsvarande dagens division I) säsongerna 1973-1974 och 1976-1980.
Därefter spelade klubben i division IV till 1994, då den sammanslogs med Nysätra FC i Nysätra/Flarkens FK men klubben har sedan dess återuppstått i egen regi. Säsongen 2022 slutade laget på fjärde plats i division V Västerbotten södra (sjundedivisionen).